# Peleteria conjuncta
Peleteria conjuncta är en tvåvingeart som beskrevs av Charles Howard Curran 1925. Peleteria conjuncta ingår i släktet Peleteria och familjen parasitflugor. Inga underarter finns listade i Catalogue of Life.